# Casa Baró (Rialp)
La Casa Baró és un antic casal fortificat de Rialp (Pallars Sobirà) que forma part de l'Inventari del Patrimoni Arquitectònic de Catalunya.

## Descripció
Actualment, de l'antiga casa forta de Rodés o Casa Baró, solament queden les ruïnes d'una gran construcció edificada directament sobre la roca que en alguns casos apareix retallada. Es poden distingir encara un parell de torres quadrangulars i alguns panys de mur de pedra seca, emmascarats per les nombroses modificacions i construccions adossades. El primer document on es menciona el castell de Rodés és un jurament de fidelitat que ja Pere Roger al Comte Artau pels castells de Rodés, Ceregue, Escàs i Torena l'any 1069. Sembla que resta abandonada.

## Història
El 1125, un tal Pere Bernat promet lliurar la potestat del castell de Rodés al comte Artau. Posteriorment, l'any 1163, el comte Artau infeuda el castell a Roger Bernat. Durant els segles xiv i xv, el castell passà per diverses mans. El 1445, a conseqüència de la venda que feu Jaume de Bellera de la vall d'Assua i la baronia de Rialp al comte de Foix, el castell canvià novament de mans. Però segrestats els béns de Gastó de Foix, el castell canvià novament de mans. Però segrestats els béns de Gastó de Foix el 1462, el castell de Rodés fou cedit al comte Hug Roger de Pallars. Dues dècades més tard, el 1490, Arnau de Perves, detentor del castell, fa lliurament d'aquest al comte de Cardona. El 1578 són posseïdors del castell Gaspar de Ponts i la seva muller que detenien així mateix, Peracalç Carengue, Escàs i Bote-la, indrets que durant el segle xvii són de Casa Baró.